# Охотское (Крым)
Охо́тское (до 1945 года Алике́ч; укр. Охотське , крымскотат. Ali Keç, Али Кеч) — село в Нижнегорском районе Республики Крым, центр Охотского сельского поселения (согласно административно-территориальному делению Украины — Охотского сельского совета Автономной Республики Крым).

## Население
| 2001 | 2014  |
| ---- | ----- |
| 1596 | ↘1328 |

Всеукраинская перепись 2001 года показала следующее распределение по носителям языка
| Язык             | Процент |
| ---------------- | ------- |
| русский          | 68.17   |
| крымскотатарский | 15.23   |
| украинский       | 15.04   |
| другие           | 1.01    |

### Динамика численности
| - 1805 год — 134 чел. - 1864 год — 19 чел. - 1892 год — 11 чел. - 1900 год — 19 чел. - 1915 год — 412/12 чел. - 1926 год — 564 чел. | - 1939 год — 590 чел. - 1974 год — 1574 чел. - 1989 год — 1533 чел. - 2001 год — 1596 чел. - 2014 год — 1328 чел. |

## Современное состояние
На 2017 год в Охотском числится 8 улиц; на 2009 год, по данным сельсовета, село занимало площадь 169,5 гектара на которой, в 569 дворах, проживало более 1,5 тысячи человек. В селе действует средняя школа, детский сад «Капитошка», амбулатория общей практики семейной медицины, отделение почты России, сельский дом
культуры библиотека-филиал № 15, храм св. благоверного князя Вячеслава Чешского. Охотское связано автобусным сообщением с Симферополем, райцентром и соседними населёнными пунктами.

## География
Охотское — село в центре района, в степном Крыму, высота центра села над уровнем моря — 11 м. Ближайшие сёла: Родники в 0,5 км на юг, Кирсановка и Лиственное в 2,8 км на запад и Цветущее в 0,6 км на восток. Расстояние до райцентра — около 14 километров (по шоссе), там же ближайшая железнодорожная станция — Нижнегорская (на линии Джанкой — Феодосия). Транспортное сообщение осуществляется по региональной автодороге 35Н-376 от шоссе «граница с Украиной — Джанкой — Феодосия — Керчь» до Изобильного (по украинской классификации — С-0-10920).

## История
Первое документальное упоминание села встречается в Камеральном Описании Крыма… 1784 года, судя по которому, в последний период Крымского ханства Алигеч входил в Кучук Карасовский кадылык Карасъбазарскаго каймаканства. После присоединения Крыма к России (8) 19 апреля 1783 года, (8) 19 февраля 1784 года, именным указом Екатерины II сенату, на территории бывшего Крымского Ханства была образована Таврическая область и деревня была приписана к Левкопольскому, а после ликвидации в 1787 году Левкопольского — к Феодосийскому уезду Таврической области. После Павловских реформ, с 1796 по 1802 год, входила в Акмечетский уезд Новороссийской губернии. По новому административному делению, после создания 8 (20) октября 1802 года Таврической губернии, Аликеч был включён в состав Урускоджинской волости Феодосийского уезда.
По Ведомости о числе селении, названиях оных, в них дворов… состоящих в Феодосийском уезде от 14 октября 1805 года , в деревне Али-кеч числилось 6 дворов и 134 жителя. На военно-топографической карте генерал-майора Мухина 1817 года деревня Алкеч обозначена с 45 дворами. После реформы волостного деления 1829 года Аликеч, согласно «Ведомости о казённых волостях Таврической губернии 1829 года», отнесли к Бурюкской волости (переименованной из Урускоджинской). На карте 1836 года в деревне 20 дворов, как и на карте 1842 года.
В 1860-х годах, после земской реформы Александра II, деревню приписали к Шейих-Монахской волости. Согласно «Списку населённых мест Таврической губернии по сведениям 1864 года», составленному по результатам VIII ревизии 1864 года, Аликеч — владельческая татарская деревня с 4 дворами и 19 жителями при колодцах. На трёхверстовой карте Шуберта 1865—1876 года деревня Али Кечь обозначена с 22 дворами. По «…Памятной книжке Таврической губернии на 1892 год» в безземельной деревне Аликеч, не входившей ни в одно сельское общество, было 11 жителей, у которых домохозяйств не числилось.
После земской реформы 1890-х годов деревню приписали к Андреевской волости. Есть информация, что в селении находилось имение некоей княгини Серебряковой (проданное в 1893 году), вероятно, из рода армянского князя Серебрякова. По «…Памятной книжке Таврической губернии на 1900 год» в хуторе Аликеч, входившем в Айкишское сельское общество, числилось 19 жителей в 3 дворах. На 1914 год в селении действовало земское училище. По Статистическому справочнику Таврической губернии. Ч.II-я. Статистический очерк, выпуск пятый Феодосийский уезд, 1915 год, в селе Аликеч (Ново-Григорьевка) Андреевской волости Феодосийского уезда числилось 63 двора (61 двор с землёй, 2 — безземельные) с русским населением в количестве 412 человек приписных жителей и 12 — «посторонних», из которых 237 мужчин и 187 женщин. Жители владели 1824 десятинами удобной земли. В хозяйствах имелось 129 лошадей, 52 вола, 57 коров и 57 голов мелкого скота.
После установления в Крыму Советской власти, по постановлению Крымревкома № 206 «Об изменении административных границ» от 8 января 1921 года была упразднена волостная система и село вошло в состав Ичкинского района Феодосийского уезда, а в 1922 году уезды получили название округов. 11 октября 1923 года, согласно постановлению ВЦИК, в административное деление Крымской АССР были внесены изменения, в результате которых округа были отменены, Ичкинский район упразднили, включив в состав Феодосийского в состав которого включили и село. Согласно Списку населённых пунктов Крымской АССР по Всесоюзной переписи 17 декабря 1926 года, в селе Аликеч, центре Аликеченского сельсовета (в коем состоянии село пребывает всю дальнейшую историю) Феодосийского района, числилось 130 дворов, из них 117 крестьянских, население составляло 564 человека, из них 532 русских, 24 украинца, 3 немца, 2 латыша, 1 грек, 2 записаны в графе «прочие», действовала русская школа I ступени (пятилетка). В период коллективизации в селе образована артель «Крым ЦИК». Постановлением ВЦИК «О реорганизации сети районов Крымской АССР» от 30 октября 1930 года был создан Сейтлерский район (по другим сведениям 15 сентября 1931 года) и село передали в его состав. По данным всесоюзной переписи населения 1939 года в селе проживало 590 человек.
После освобождения Крыма от фашистов, 12 августа 1944 года было принято постановление № ГОКО-6372с 12 августа 1944 года было принято постановление № ГОКО-6372с «О переселении колхозников в районы Крыма» и в сентябре 1944 года в район приехали первые новоселы (320 семей) из Тамбовской области, а в начале 1950-х годов последовала вторая волна переселенцев из различных областей Украины. Указом Президиума Верховного Совета РСФСР от 21 августа 1945 года Аликеч был переименован в Охотское и Аликечский сельсовет — в Охотский. Колхоз «Крым ЦИК» — в «Гвардеец». С 25 июня 1946 года Охотское в составе Крымской области РСФСР, а 26 апреля 1954 года Крымская область была передана из состава РСФСР в состав УССР. По данным переписи 1989 года в селе проживало 1533 человека. С 12 февраля 1991 года село в восстановленной Крымской АССР, 26 февраля 1992 года переименованной в Автономную Республику Крым. С 21 марта 2014 года в составе Крыма аннексировано Россией.